# Мечислав Гарштка
Мечислав Сильвестр Гарштка (пол. Mieczysław Sylwester Garsztka; 31 грудня 1896, Бромберг — 10 червня 1919, Львів) — німецький і польський льотчик-ас, лейтенант Прусської армії, підпоручник ВПС Польщі.

## Біографія
Син лікаря Йозефа Гарштка. Мечислав почав свою освіту в Бидгощі, а продовжив у Дюссельдорфі та Вісбадені, де склав іспити на закінчення середньої школи. Він мав намір вивчати медицину, але 27 листопада 1915 року був призваний в Прусську армію. Спочатку служив у піхоті на Західному фронті — у 110-му піхотному полку з Вісбадена, потім у 87-му піхотному полку з Пассау. Він склав іспит фенріха, а потім закінчив офіцерську школу, отримавши звання лейтенанта 24 квітня 1917 року. Під час командування ротою 1-го батальйону 87-го полку на Західному фронті був легко поранений. У серпні 1917 року Гарштка подав прохання про переведення в авіацію, і в листопаді 1917 року його відправили в авіаційну школу в Лавіці, потім — на курси пілотів-винищувачів в Нівель. Після їх закінчення 7 червня 1918 року він був направлений до 31-ї винищувальної ескадрильї, дислокованої в аеропорту Сен-Лу в Шампані. Спочатку він літав на винищувачах Albatros D.V, потім — на сучасних Fokker D.VII.
Авіаційна кар’єра Мечислава Гарштки була короткою, але багатообіцяючою для молодого пілота. 16 липня 1918 року він збив у повітряному бою перший літак — французький винищувач SPAD. 18 вересня він збив британський винищувач S.E.5a і бомбардувальник DH-9, а 25 вересня — ще один DH-9. Наступного дня він збив британський винищувач Sopwith Camel з 208-ї ескадрильї, а 30 вересня збив свій останній, шостий літак — S.E.5a з 92-ї ескадрильї. 2 жовтня в бою з Камелами 46-ї ескадрильї Гарштка був збитий і поранений, але зумів приземлитися на пошкодженому літаку. Відправлений в тиловий госпіталь, а потім відправлений додому на лікарняний, він більше не брав участі у війні. Гарштка був єдиним пілотом 31-ї винищувальної ескадрильї, який збив щонайменше 5 літаків, що, згідно з класифікацією союзників, дало йому звання аса.
Після закінчення війни та відродження польської держави Мечислав Гарштка прорвався через тодішній кордон із Бидгоща до Польщі і 7 грудня 1918 року приєднався до новоствореної польської авіації у Варшаві. Як одного з небагатьох пілотів, які вміли керувати німецькими літаками, його направили до Військової авіаційної школи у Варшаві інструктором, який навчав польських пілотів з інших армій. Відправлений до Познані після вибуху Великопольського повстання, він, ймовірно, брав участь в окупації аеропорту Лавіца. З січня по квітень 1919 року знову служив інструктором.
Після початку Польсько-української війни неодноразово подавав прохання про переведення на фронт. 8 травня 1919 року його відправили до 7-ї авіаескадрильї у Львові. З 10 травня по 7 червня пілотом виконав 16 бойових польотів, переважно розвідувальних, на двомісному літаку-розвіднику LVG C.VI, з них 13 у травні. Він часто літав із спостерігачем підполковником Казімєжем Свошовським. 11 і 13 травня він невдало обстріляв український аеростат спостереження, а 12 травня брав участь у груповому польоті для бомбардування аеростату. 14 травня вона разом з іншими техніками тричі бомбив позиції противника. 20 травня його літак LVG отримав пошкодження, і він змушений був здійснити вимушену посадку.
10 червня 1919 року Мечислав Гарштка загинув у під час випробувального польоту, керуючи щойно відремонтованим колишнім російським винищувачем SPAD VII, залишеним австрійцями у Львові. Причиною аварії став відрив полотна з правого крила.

## Нагороди
- Залізний хрест
  - 2-го класу
  - 1-го класу (25 вересня 1918)
- Virtuti Militari, срібний хрест (27 липня 1922, посмертно)
- Польовий знак пілота (11 листопада 1928, посмертно)